# Elezioni parlamentari in Ungheria del 2022
Le elezioni parlamentari in Ungheria del 2022 si sono tenute il 3 aprile per il rinnovo dell'Assemblea nazionale, contestualmente a dei referendum riguardanti l'educazione sessuale dei minori, in particolare in materia di omosessualità e di identità di genere. 
Esse hanno visto la riconferma al governo del partito del Primo ministro uscente Viktor Orbán, Fidesz (il quale, tra l’altro, ha ottenuto in quota proporzionale il risultato più alto della storia del paese dalla caduta del comunismo nel 1989), in coalizione con il Partito Popolare Cristiano Democratico (KDNP), grazie all’ottenimento e consolidamento di una maggioranza schiacciante di 135 seggi su 199 (ossia superiore ai 2/3 dei seggi disponibili) nell’Assemblea nazionale, a discapito dell’alleanza unita d’opposizione, Uniti per l'Ungheria, che, nonostante le aspettative, ha ottenuto solo 57 seggi. In aggiunta a ciò, poi, rilevante è anche stato il fatto che un terzo e nuovo partito, il Movimento Patria Nostra (MHM) sia entrato, con 6 seggi, per la prima volta in parlamento, partecipando così alla vita politica.

## Sistema elettorale
Per l’elezione dei membri dell’Assemblea nazionale, la legge elettorale ungherese prevede l’applicazione di un sistema elettorale misto. Nello specifico, dei 199 seggi totali:
- 106 sono assegnati secondo un sistema maggioritario secco in collegi uninominali;
- I 93 seggi rimanenti, invece, sono assegnati secondo un sistema proporzionale con soglia di sbarramento, stabilita al 5% per i singoli partiti ed al 10% per le coalizioni, applicato in un unico collegio nazionale. Più nel dettaglio, in questo caso per tradurre le preferenze in seggi è applicato il metodo D'Hondt, ma con la peculiarità aggiunta di un meccanismo compensativo di scorporo (a metà tra il voto parallelo ed il voto singolo misto).[12]

In aggiunta a tutto ciò, poi, peculiarità della legge è la possibilità per le minoranze di poter vincere uno dei 93 seggi proporzionali qualora riescano a raggiungere, in termini di voti, la quota dello 0,27% dei voti, derivata dal calcolo di uno specifico quoziente matematico: {\displaystyle {\frac {1}{4\times 93}}={\frac {1}{372}}\approx 0.27\%}. Ciononostante, esse hanno comunque la possibilità, anche senza vincere, di inviare un proprio portavoce, senza che questi, tuttavia, abbia il rango di membro.

## Risultati
| Liste                                                                | Proporzionale | Proporzionale | Proporzionale | Maggioritario | Maggioritario | Maggioritario | Totale seggi |  |
| Liste                                                                | Voti          | %             | Seggi         | Voti          | %             | Seggi         | Totale seggi |  |
| -------------------------------------------------------------------- | ------------- | ------------- | ------------- | ------------- | ------------- | ------------- | ------------ |  |
| Fidesz - Partito Popolare Cristiano Democratico (FIDESZ-KDNP)        | 3 060 706     | 54,13         | 48            | 2 823 419     | 52,52         | 87            | 135          |  |
| Uniti per l'Ungheria (EM) (DK - Jobbik - Momentum - MSZP - LMP - PM) | 1 947 331     | 34,44         | 38            | 1 983 708     | 36,90         | 19            | 57           |  |
| Movimento Patria Nostra (MHM)                                        | 332 487       | 5,88          | 6             | 307 064       | 5,71          | —             | 6            |  |
| Partito Ungherese del Cane a Due Code (MKKP)                         | 185 052       | 3,27          | —             | 126 648       | 2,36          | —             | —            |  |
| Movimento Soluzione (MEMO)                                           | 58 929        | 1,04          | —             | 64 341        | 1,20          | —             | —            |  |
| Partito della Vita Normale (ANÉB)                                    | 39 720        | 0,70          | —             | 31 495        | 0,59          | —             | —            |  |
| Liste di nazionalità (MIN. NAZ.)                                     | 30 635        | 0,54          | 1             | 0             | 0,00          | —             | 1            |  |
| Altri (<0,20%)                                                       | 0             | 0,00          | —             | 11 051        | 0,21          | —             | —            |  |
| Indipendenti (IND)                                                   | 0             | 0,00          | —             | 28 416        | 0,53          | —             | —            |  |
| Totale                                                               | 5 654 860     | 100           | 93            | 5 376 142     | 100           | 106           | 199          |  |
|                                                                      |               |               |               |               |               |               |              |  |
| Schede nulle                                                         | 57 065        | 1,00          |               | 65 239        | 1,20          |               |              |  |
| Votanti                                                              | 5 711 925     | 69,53         |               | 5 441 381     | 70,64         |               |              |  |
| Elettori                                                             | 8 215 304     |               |               | 7 703 191     |               |               |              |  |

| Riepilogo dei seggi (+/- elezioni 2018) | Riepilogo dei seggi (+/- elezioni 2018) | Riepilogo dei seggi (+/- elezioni 2018) | Riepilogo dei seggi (+/- elezioni 2018) | Riepilogo dei seggi (+/- elezioni 2018) | Riepilogo dei seggi (+/- elezioni 2018) | Riepilogo dei seggi (+/- elezioni 2018) |
| --------------------------------------- | --------------------------------------- | --------------------------------------- | --------------------------------------- | --------------------------------------- | --------------------------------------- | --------------------------------------- |
|                                         |                                         |                                         |                                         |                                         |                                         |                                         |
| EM                                      | 57                                      | ▼ 7                                     |                                         | MNOÖ                                    | 1                                       | ━                                       |
| FIDESZ - KDNP                           | 135                                     | ▲ 2                                     |                                         | MHM                                     | 6                                       | Nuovo                                   |